# Velká Bystřice
Velká Bystřice é uma cidade checa localizada na região de Olomouc, distrito de Olomouc.